# Novyj Rozdil
Novyj Rozdil (in ucraino Новий Розділ?; in polacco Krystynopol) è una città ucraina (29 043 abitanti) situata nel distretto di Stryj, nell'oblast' di Leopoli. Ospita l'amministrazione della comunità territoriale di Novyj Rozdil, una delle comunità territoriali dell'Ucraina.
Fino al 18 luglio 2020 Novyj Rozdil costituiva una città di rilevanza regionale e apparteneva al comune di Novyj Rozdil. Come parte della riforma amministrativa dell'Ucraina, che ridusse a sette il numero di distretti dell'oblast' di Leopoli, la città fu integrata nel distretto di Stryj.